# Canon EOS 20Da

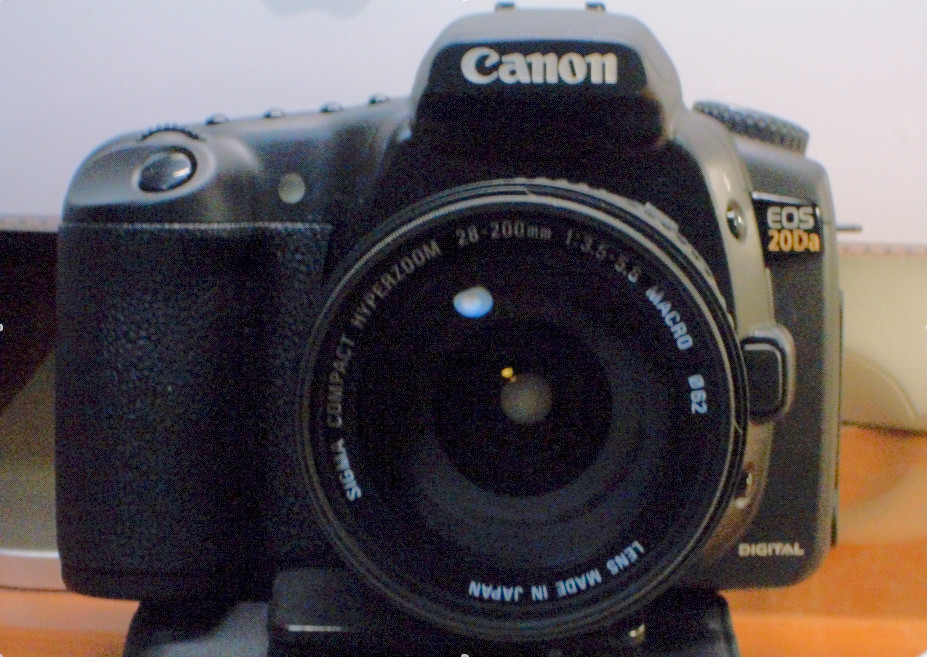
Canon EOS 20Da.

Canon EOS 20Da är en specialversion av Canons digitala systemkamera EOS 20D, avsedd för astrofotografi.
Skillnaden mellan EOS 20D och EOS 20Da är att den senare saknar IR-filter, för att kunna få in ett bredare spektrum av ljus. På EOS 20Da kan man dessutom använda skärmen som sökare, men till skillnad från dagens spegelreflexkameror med skärmsökare kan funktionen bara användas under korta stunder.